# پادشاهی وورتمبرگ

پادشاهی وورتمبرگ در قالب رایش آلمان از ۱۸۷۱ تا ۱۹۱۸

پادشاهی وورتمبرگ (به آلمانی: Königreich Württemberg) کشوری بود که در میانه سال‌های ۱۸۰۶ تا ۱۹۱۸ میلادی در محل ایالات کنونی بادن-وورتمبرگ آلمان وجود داشت.

## تاریخ
این پادشاهی ادامه ای از دوک‌نشین وورتمبرگ بود که در سال ۱۴۹۵ بنیاد شده بود. پیش از آن خاندان حاکم وورتمبرگ کنت‌هایی بودند که بخش‌هایی از دوک‌نشین شوابن فرمان می‌راندند. دوک‌نشین سوابیا در سال ۱۲۶۸ به علت مرگ کونرادین از هم پاشیده بود.

## جغرافیا
زبان رسمی این پادشاهی آلمانی شوابی و پایتخت آن شهر اشتوتگارت بود.
پادشاهی وورتمبرگ از سوی خاور با باواریا، و از سه سوی دیگر با بادن مرز داشت به استثنای مرز کوتاهی در جنوب که وورتمبرگ در آن با هوهن‌زولرن و دریاچه کنسانتس مشترک بود.
آلبرت اینشتین، فیزیکدان نام‌آور در سال ۱۸۷۹ در پادشاهی وورتمبرگ زاده شد.